# Kreuzhausbildstock (Stangenroth, Schulplatz 1)

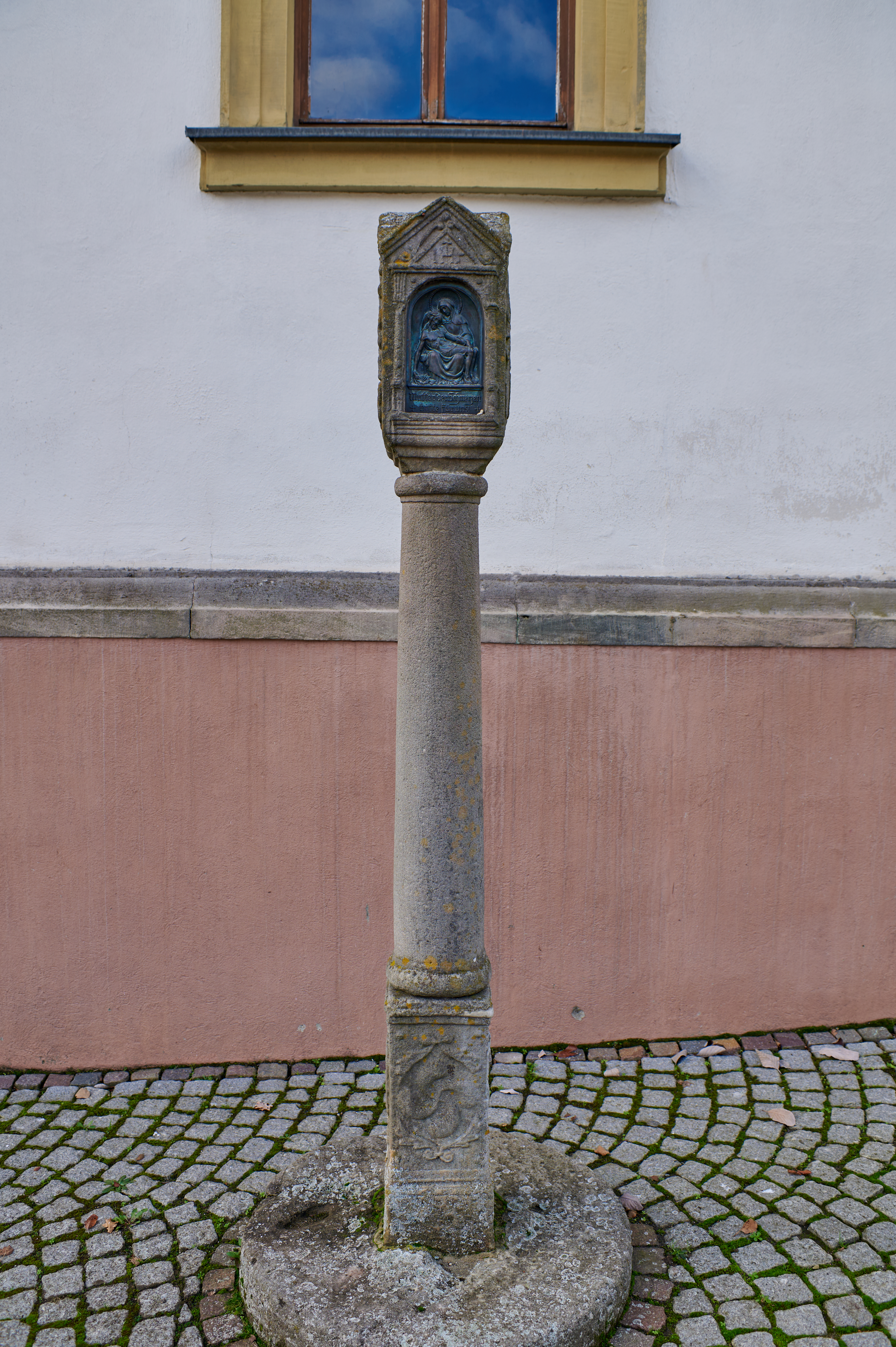
Kreuzdachbildstock in Stangenroth, Schulplatz 1 vor der St. Sebastian-Kirche, 1682

Der Kreuzdachbildstock Schulplatz 1 befindet sich in Stangenroth, einem Gemeindeteil des Marktes Burkardroth im unterfränkischen Landkreis Bad Kissingen am Schulplatz 1 vor der St. Sebastian-Kirche.
Der Bildstock gehört zu den Baudenkmälern von Burkardroth und ist unter der Nummer D-6-72-117-67 in der Bayerischen Denkmalliste registriert.

## Beschreibung
Der 240 cm hohe Kreuzhausbildstock (ehemalige Höhe mit Mühlradfundament: 250 cm) entstand im Jahr 1682.
Der Bildstock besteht aus einem Kreuzdachhaus auf einem Schaftsockel; das Fundament ist durch Asphaltierung versenkt. Das ehemalige Mühlradfundament hatte einen Durchmesser von etwa 82 cm und eine Höhe von 30 cm und ist heute versenkt. Der 62 cm hohe Schaftsockel hat unten die Abmessungen 24,5 cm × 24,5 cm und verengt sich im Bildteil auf 22 cm × 23 cm. Abschlussgurt aus profiliertem 9 cm breiten Band mit 3 cm breiten Wulst, 24 cm × 24 cm.
Darauf befindet sich eine 118 cm konische Säule mit einem Durchmesser von unten 21 cm und oben 17,5 cm mit Basiswulst (5 cm), Basisring (1,5 cm), Kapitellring (1,5 cm) und Kapitellwulst (5 cm).
Auf der Säule befindet sich ein 60 cm hohes Kreuzdachhaus. Der Konsolenteil erweitert sich in drei Stufungen von 18,5 cm auf 26 cm. Das Haus hat die Abmessungen 26 cm × 25 cm.
Die Kreuzdachhauszier besteht aus:
a) Bildnische mit Pilasterrahmen und Rundbogen oben, darüber Giebeldreieckzier: im Dreiecksrahmen befindet sich ein IHS mit einem Kreuz auf dem H. Der Einsatz zeigt eine Pietà mit der Inschrift Mutter des Schmerzes, modern

b) links: Leier mit Quastenzier

c) rechts: Bischofswappen. Im Giebeldreieck sind ein Schwert, eine eingetollte Straußenfeder, eine Mitra mit einem Kreuz obendrauf, eine oben eingerollte Straußenfeder und ein linkswendiger Krummstab dargestellt. Im Wappen befindet sich ein Geviert:

1) linkswendiger Löwe mit Krone ohne Schrägfaden

2) rechtswendiger Löwe ohne Schrägfaden

3) Fähnlein

4) oben hängender fränkischer Rechen, darunter gekreuzte Schlüssel (Pfarrei Burkardroth). Schildrahmen mit Quasten- und Blätterschmuck. Die Zwickeleckenzier zeigt links und rechts ein Kreuz. Es handelt sich um eine Variante zum Wappenschild des Würzburger Fürstbischofs Peter Philipp von Dernbach
d) auf der Rückseite befindet sich eine Inschrift in lateinischen Großbuchstaben, wobei die Sätze durch plastische Zeilen getrennt sind. Siebener-Palmette im Giebeldreieck (Sieben Schmerzen Mariens, Sieben Sakramente), darunter:

„MARGREDDA

MEDZE VON

SDANGENROD

SDIEFDERIN

DISES BIL

DSDOCH

1682“

Die Schaftzier besteht aus:
Weinranken mit Blättern.

a) Sockelzier: Schauseite: Fischblasendreiwirbel im Kreis mit Liliendiagonalkreuz (Dreifaltigkeit)

b) Hakenkreuz mit Fischblasenhaken in einem Fiederblatt-Gebinde

c) Vierblattornament (Glückskleeblatt), aus dem nach oben und nach unten herzförmig Schwellranken herauswachsen und sich oben und unten schließen. In den Zwickeln befinden sich vier kleine Buckel.

d) Rosette, die von vier hängenden Wedeln umrahmt wird.